# Lorostemon coelhoi
Lorostemon coelhoi är en tvåhjärtbladig växtart som beskrevs av Paula. Lorostemon coelhoi ingår i släktet Lorostemon och familjen Clusiaceae. Inga underarter finns listade i Catalogue of Life.